# Anthonotha ferruginea
Anthonotha ferruginea är en ärtväxtart som först beskrevs av Hermann August Theodor Harms, och fick sitt nu gällande namn av J.Leonard. Anthonotha ferruginea ingår i släktet Anthonotha och familjen ärtväxter. IUCN kategoriserar arten globalt som livskraftig. Inga underarter finns listade i Catalogue of Life.